# 1809 год в театре

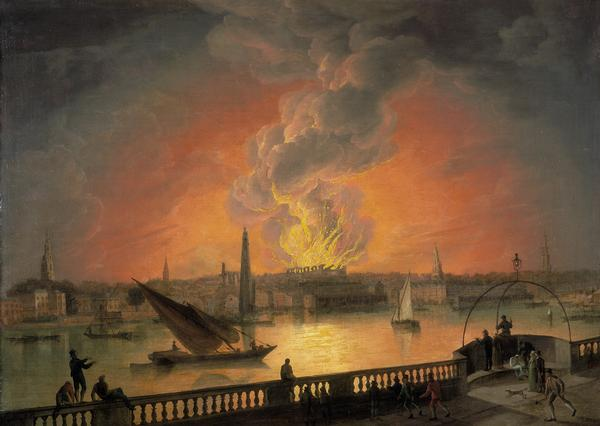
Вид на пожар театра «Друри-Лейн» с Вестминстерского моста, ок. 1809

1809 год в театре

## События
- 24 февраля — В Лондоне сгорел театр «Друри-Лейн», построенный архитектором Генри Холландом в 1794 году.
- 18 сентября — В Лондоне постановкой трагедии Уильяма Шекспира «Макбет» открылось новое здание театра «Ковент-Гарден», построенное взамен сгоревшего в 1808 году.
- В Филадельфии открылся театр на Уолнат-Стрит[англ.], построенный для гастролей «Цирка Пепина и Брешара[англ.]» — ныне старейший из действующих театров США.

### Постановки
- 7 марта — в Париже, на сцене Театра императрицы состоялась премьера комедии Непомюсена Лемерсье «Христофор Колумб[фр.]».
- 14 марта — в Вене, на сцене «Кернтнертор-театра» состоялась премьера оперы Йозефа Вайгля «Швейцарское семейство[англ.]»
- 2 ноября — в Санкт-Петербурге состоялась премьера балета «Ромео и Юлия» в постановке Ивана Вальберха на музыку Даниэля Штейбельта — одна из самых первых хореографических трактовок трагедии Уильяма Шекспира «Ромео и Джульетта». Партию Ромео исполнил сам балетмейстер.
- 28 ноября — в Париже, в зале Монтансье состоялась премьера оперы Гаспаре Спонтини «Фернан Кортес, или Завоевание Мексики[англ.]».

## Деятели театра
- Санкт-Петербург — балетмейстер Шарль Дидло выпустил свой первый класс в качестве педагога. Выпускники Адам Глушковский, Мария Данилова, Мария Иконина, Анастасия Новицкая и Сен-Клер по окончании школы были зачислены в балетную труппу Императорских театров.
- Немецкий композитор Даниэль Штейбельт перебрался из Парижа в Санкт-Петербург.

### Родились
- 10 августа — Антонио Сомма, итальянский драматург, либреттист, журналист, поэт и адвокат.

### Скончались
- 28 марта, Париж — французский актёр Дазинкур.
- 10 октября, Сандильон близ Орлеана — французский актёр и драматург Дюгазон.